# يواكيم ألسني
يواكيم ألسني (بالفرنسية: Joachim Alcine)‏ مواليد 26 مارس 1976 في غوناييف، إدارة أرتيبونيت، هايتي، هو ملاكم محترف هايتي يصنف ضمن فئة الوزن المتوسط بدأ مسيرته الاحترافية سنة 1999 حيث انتصر في نزاله الأول.

## إحصائيات
خاض خلال مسيرته 45 نزالا، فاز في 35 وتعادل في 2 وخسر في 8. فاز بالضربة القاضية في 21 نزالا.

## روابط خارجية
- يواكيم ألسني على موقع بوكس ريك (الإنجليزية) (registration required)